# Lista de torres medievais
Está é uma lista de torres medievais, localizadas no continente europeu.

## Espanha
- Torre del Oro - em Sevilha

## Grécia
- Torre Branca - em Salônica

## Itália
- Torre dos Asinelli - em Bolonha

## Portugal
- Torre de Vilharigues - concelho de Vouzela, Distrito de Viseu
- Torre de Cambra - concelho de Vouzela, Distrito de Viseu
- Torre de Alcofra - concelho de Vouzela, Distrito de Viseu
- Torre de Bendavizes - concelho de Vouzela, Distrito de Viseu
- Torre de Quintela - concelho de vila Real, Distrito de Vila Real